# The King's Game
The King's Game est un film américain réalisé par Ashley Miller et sorti en 1916.

## Fiche technique
- Réalisation : Ashley Miller
- Scénario : George B. Seitz
- Producteur : Arnold Daly
- Distributeur : Pathé Exchange
- Date de sortie :
  - États-Unis : 7 janvier 1916

## Distribution
- George Probert
- Pearl White
- Sheldon Lewis